# Rio Ciunget (Tazlăul Mare)
O Rio Ciunget é um rio da Romênia, afluente do Tazlăul Mare, localizado no distrito de Neamţ.